# Phoroncidia sextuberculata
Phoroncidia sextuberculata là một loài nhện trong họ Theridiidae.
Loài này thuộc chi Phoroncidia. Phoroncidia sextuberculata được Eugen von Keyserling miêu tả năm 1890.